# Эппенберг-Вёшнау
Эппенберг-Вёшнау (нем. Eppenberg-Wöschnau) — коммуна в Швейцарии, в кантоне Золотурн. 
Входит в состав округа Ольтен. Население составляет 306 человек (на 31 декабря 2007 года). Официальный код — 2574.